# Compton (Québec)
Pour les articles homonymes, voir Compton.
Compton est une municipalité du Québec située dans la MRC de Coaticook en Estrie.

## Toponymie
« Cette dénomination est attribuée à un canton de la région de l'Estrie proclamé en 1802. Elle le sera aussi à un bureau de poste ouvert en 1829 et à une municipalité de canton créée en 1845 de laquelle seront détachés la municipalité du village de Compton, en 1893, et la municipalité de Compton Station, en 1950. Toutefois, en 1994, la municipalité de Compton regroupait les territoires des anciennes municipalités de village et de canton; en 1999, la municipalité de Compton Station se fusionnait avec la municipalité de Compton pour constituer la nouvelle municipalité de Compton ».

## Histoire
- 1796 : Arrivée de Jesse Pennoyer, pionnier-fondateur de Compton. Il arpente le territoire avec Joseph Kilburn et Nathaniel Coffin[a 1].
- 19 août 1802 : Concession du hameau de Compton à Pennoyer et ses associés[a 1]. Robert Shore Milnes en devient le bénéficiaire en 1810[3].
- 1876 : Waterville se détache du canton de Compton.
- 12 juin 1893 : Le village de Compton se détache du canton.
- 30 mai 1909 : Un incendie survient dans le hameau de Moe's River. Le moulin à scie, les usines de shoddy (fibre de laine récupérée), de matelas et de wagons, ainsi que le broyeur à bois, le pont et de nombreuses maisons sont détruits[4].
- 26 juin 1984 : Un quadruple meurtre ébranlant les citoyens de la ville. Ces meurtres furent perpétrés par des membres de la famille Pouliot dont les frères furent surnommés les Daltons. Le père, quatre de ses fils ainsi qu'un complice furent condamnés à la prison.
- 1994 : Le village de Compton fusionne avec le canton.
- 20 janvier 2000 : Compton Station fusionne avec Compton.

## Géographie
« La municipalité de Compton couvre une superficie de 205,72 kilomètres carrés depuis sa fusion avec la municipalité du Canton de Compton en 1994 et la municipalité de Compton-Station le 8 décembre 1999 ».
Plusieurs rivières se trouvent sur le territoire de Compton et ses abords. La rivière Waterville longe au Nord alors que la rivière Coaticook traverse les terres du territoire. À l'Est se situent deux rivières, la rivière Moe et la rivière aux Saumons.

## Démographie
| 1991  | 1996  | 2001  | 2006  | 2011  | 2016  | 2021  |
| ----- | ----- | ----- | ----- | ----- | ----- | ----- |
| 2 067 | 2 185 | 2 927 | 2 818 | 3 112 | 3 131 | 3 270 |

La population de Compton n'est officiellement recensée qu'en 1901 lorsque le village constitue une division particulière du recensement. Les anciennes évaluations sont faites à partir de sources indirectes. Le tableau suivant regroupe les recensements de 1861 à aujourd'hui,,,,.
|                 | 1861  | 1871  | 1881  | 1894 | 1901  | 1911  | 1921  | 1991  | 1996  | 2001  | 2006  |
| --------------- | ----- | ----- | ----- | ---- | ----- | ----- | ----- | ----- | ----- | ----- | ----- |
| Canton          | 3 013 | 2 852 | 2 993 |      | 3 016 | 3 474 | 3 441 |       |       |       |       |
| Village         |       |       |       | 444  | 457   | 382   | 486   |       |       |       |       |
| Compton Station |       |       |       |      |       |       |       | 858   | 858   |       |       |
| Municipalité    |       |       |       |      |       |       |       | 2 067 | 2 185 | 2 927 | 2 818 |

Alors que la population était composée entre 60 et 70 % de Canadiens anglais dans le canton et dans le village jusqu'en 1901, le nombre de Canadiens français a rapidement dépassé les 50 %, atteignant près de 80 % dans le village et environ 62 % dans le canton en 1921.
Cette brusque variation pourrait s'expliquer notamment par la migration des familles anglophones vers l'Ouest canadien et les États-Unis, mais aussi par la forte immigration de familles canadiennes-françaises provenant majoritairement de la Beauce  (passant d'une ou deux par an au XIXe siècle à 28 en 1900) et par le fort taux de natalité chez les familles canadiennes-françaises. En 2006, près de 90 % de la population a le français comme langue maternelle.

## Administration
Les élections municipales se font en bloc et suivant un découpage de six districts.

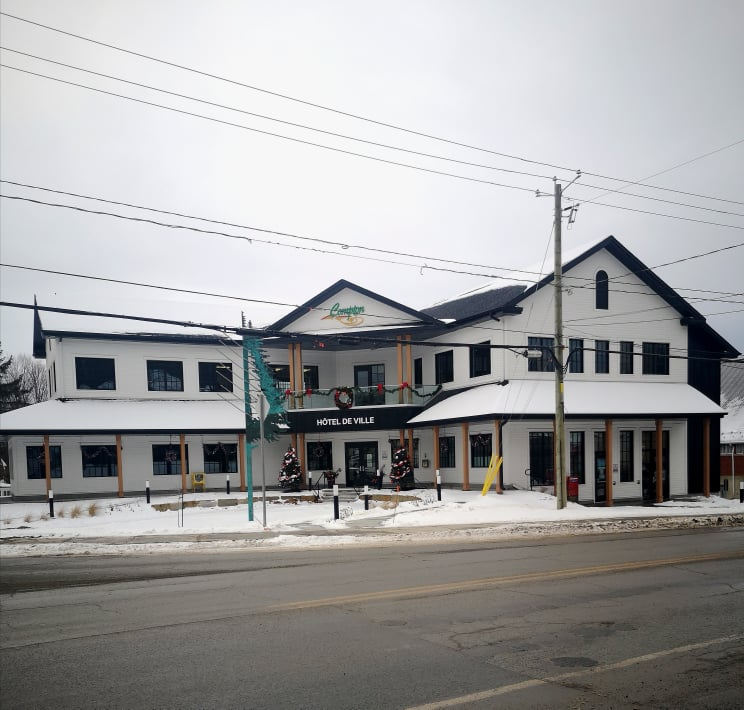
Hôtel de Ville de Compton

| Compton Maires depuis 2003                                                                                           |                      |                                                                                                |          |
| Élection | Maire                | Qualité                                                                                        | Résultat |
| 2003 | Fernand Veuilleux    | Compton Station Conseiller municipal (1986-1997) Maire (1997-1999) Compton Maire (depuis 2000) | Voir     |
| 2005 | Fernand Veuilleux    | Compton Station Conseiller municipal (1986-1997) Maire (1997-1999) Compton Maire (depuis 2000) | Voir     |
| 2009 | Fernand Veuilleux    | Compton Station Conseiller municipal (1986-1997) Maire (1997-1999) Compton Maire (depuis 2000) | Voir     |
| n/d | Jacques Ferland      |                                                                                                | Voir     |
| 2013 | Bernard Vanasse      |                                                                                                | Voir     |
| 2017 | Bernard Vanasse      | Voir                                                                                           |          |
| 2021 | Jean-Pierre Charuest | Agronome. Conseiller municipal (2017-2021)                                                     | Voir     |
| Élection partielle en italique Depuis 2005, les élections sont simultanées dans toutes les municipalités québécoises |                      |                                                                                                |          |

## Religion
Historiquement protestante, la municipalité de Compton y construit cinq églises entre 1826 et 1893. L'ancien hameau de Moe's River y construit également une des quatre seules églises universalistes (à l'époque) au Canada. La première église catholique est construite en 1855.

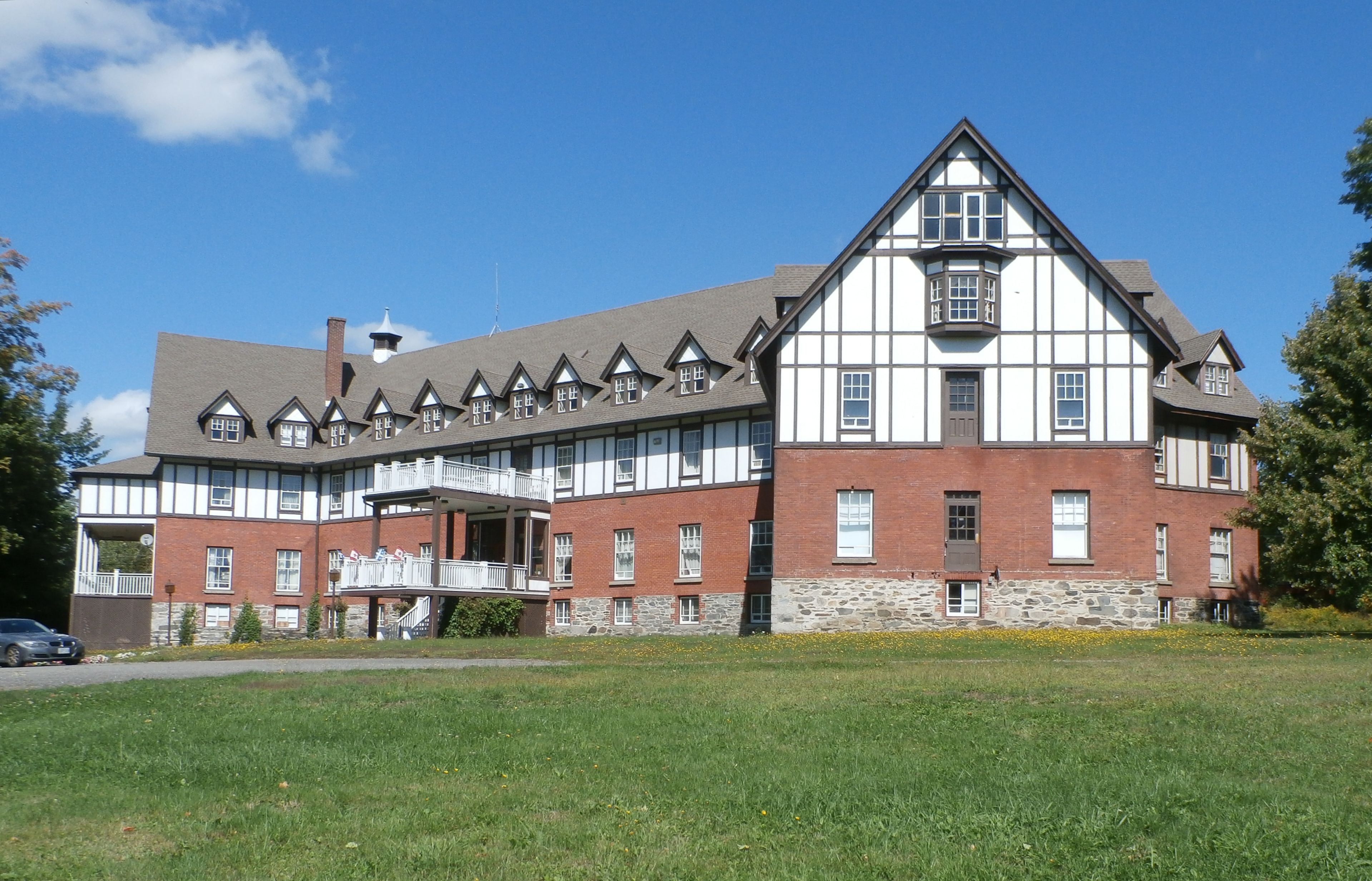
King's Hall: Collège pour jeunes filles anglo-protestantes fondé en 1874. (Bishop's College School aujourd'hui)

## Personnalité
- Louis St-Laurent (1882-1973), premier ministre du Canada

## Attraits touristiques

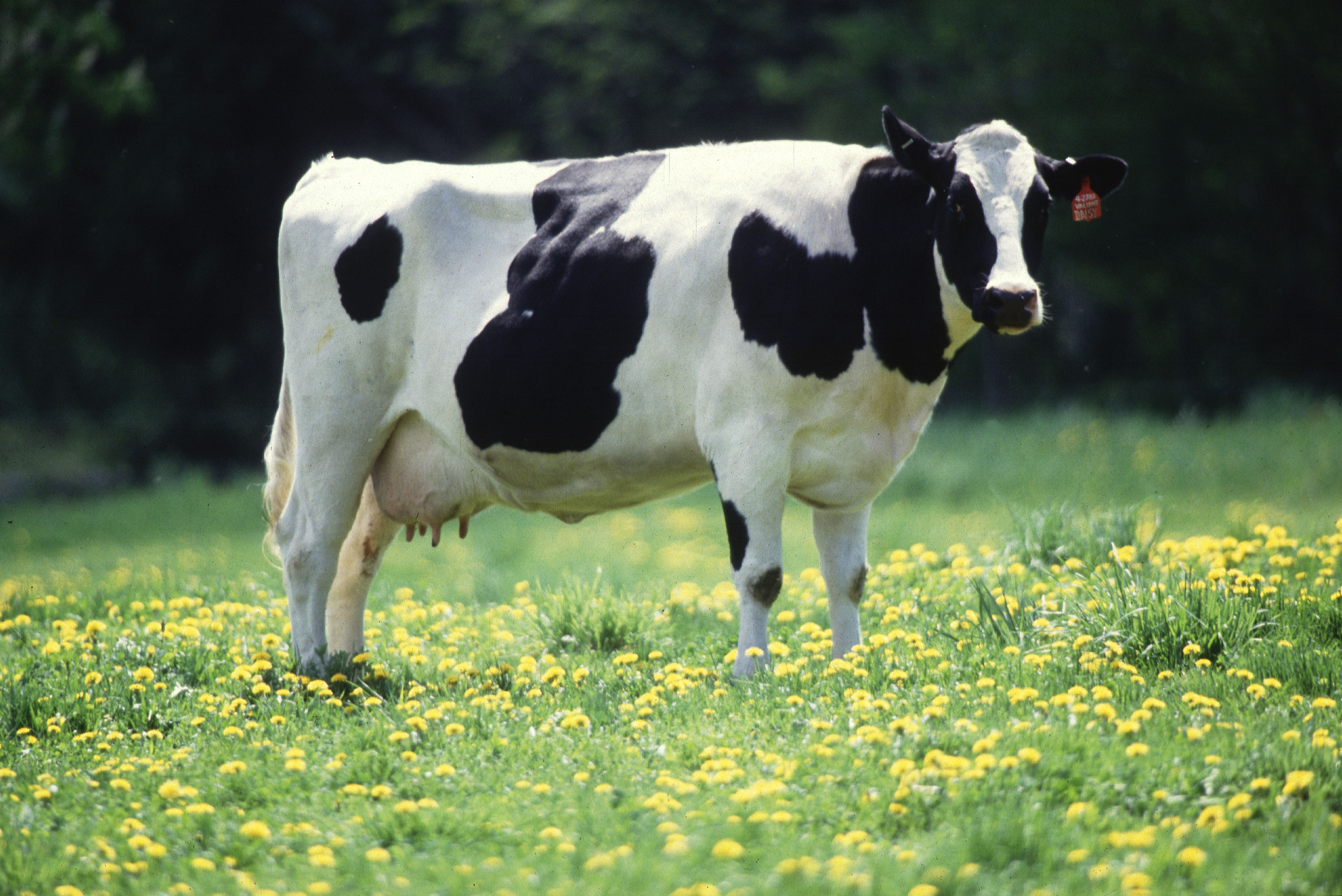
Vache typique de Compton.

### Circuits Découverte
Depuis 2004, la municipalité de Compton fait partie du Circuit Découverte, Aux détours de rivières. Mis en place par la Table de concertation culturelle de la MRC de Coaticook, il permet aux visiteurs de découvrir les différents attraits de Compton et Waterville. La municipalité y compte le Lieu historique Louis-S.-St-Laurent, ainsi que plusieurs églises qui démontrent bien ses origines protestantes.

### La Voie des Pionniers

#### Matthew Henry Cochrane
Dès l'arrivée des tout premiers personnages de La Voie des Pionniers, Compton a son arrêt dans le trajet. En effet, en 2010, la Table de concertation culturelle de la MRC de Coaticook, créatrice du projet, inaugure la silhouette de Matthew Henry Cochrane, grand entrepreneur qui fait rayonner sa région dans tout l'Amérique.
Situé sur le chemin qui porte son nom, Cochrane, le personnage de l'ancien sénateur raconte son apport à la régional et national, autant au niveau entrepreneurial que politique.

#### Marie-Ange Vaillancourt-Genest et Estelle Bureau
En juillet 2012, La Voie des Pionniers se dote de six nouveaux personnages. Parmi eux, deux sont installés à Compton. Il s'agit de Marie-Ange Vaillancourt-Genest et Estelle Bureau.
Elles furent choisies pour souligner leur grande implication dans leur communauté, à une époque où les femmes étaient peu présente dans la vie publique.

#### Ellen Farwell-Ives
En juillet 2013, le Domaine Ives Hill s'ajoute au tracé de La Voie des Pionniers, augmentant le nombre de stèle commotionnes à trois. L'entreprise affiche ainsi fièrement les traces de l'ancienne cultivatrice de leurs terres.

### Les vergers
La municipalité de Compton comporte plusieurs vergers qui constituent un attrait touristique important pour la région. La Pommalbonne, la Cidrerie Verger Ferland et le Verger Le Gros Pierre sont tous des vergers se situant dans la municipalité de Compton.